# 박중양 선생 문서
박중양 선생 문서(朴重陽先生文書)는 조선과 일제강점기의 관료 박중양(朴重陽, 1872 ~ 1959)의 각종 메모, 약간의 기행문과 사이토 마코토 외 조선총독부 관료들, 윤치호, 윤필오, 서재필, 허억 등과 주고 받은 편지 몇 장, 해방 이후 박중양이 자신의 소신을 피력한 〈조선 통치의 화근〉, 〈나의 소신〉 등을 묶은 모음집이다.
1941년 이 중 일부를 우방협회에서 편집, 정리하여 박중양선생문서라는 이름으로 출간하였다. 원본과 초판본은 일본 우방협회에 있고, 사본은 대한민국 국사편찬위원회, 국가기록원 등에 소장되어 있다. 국가기록원 등에는 친일반민족행위진상규명위원회 사무처 조사국 조사1과에서 입수한 것이 보존되어 있다.

## 같이 보기
- 박중양 일기
- 술회
- 박중양
- 박문웅
- 윤치호
- 이규완옹일사
- 이규완옹백년사
- 윤치호 일기